# Héliange tourmaline
Heliangelus exortis
Espèce
Statut de conservation UICN

 LC  : Préoccupation mineure
Statut CITES
L'Héliange tourmaline (Heliangelus exortis) est une espèce de colibris de la sous-famille des Lesbiinae et de la tribu des Lesbiini.

## Distribution
L'Héliange tourmaline est présent en Colombie et en Équateur.

Carte de répartition de l'espèce

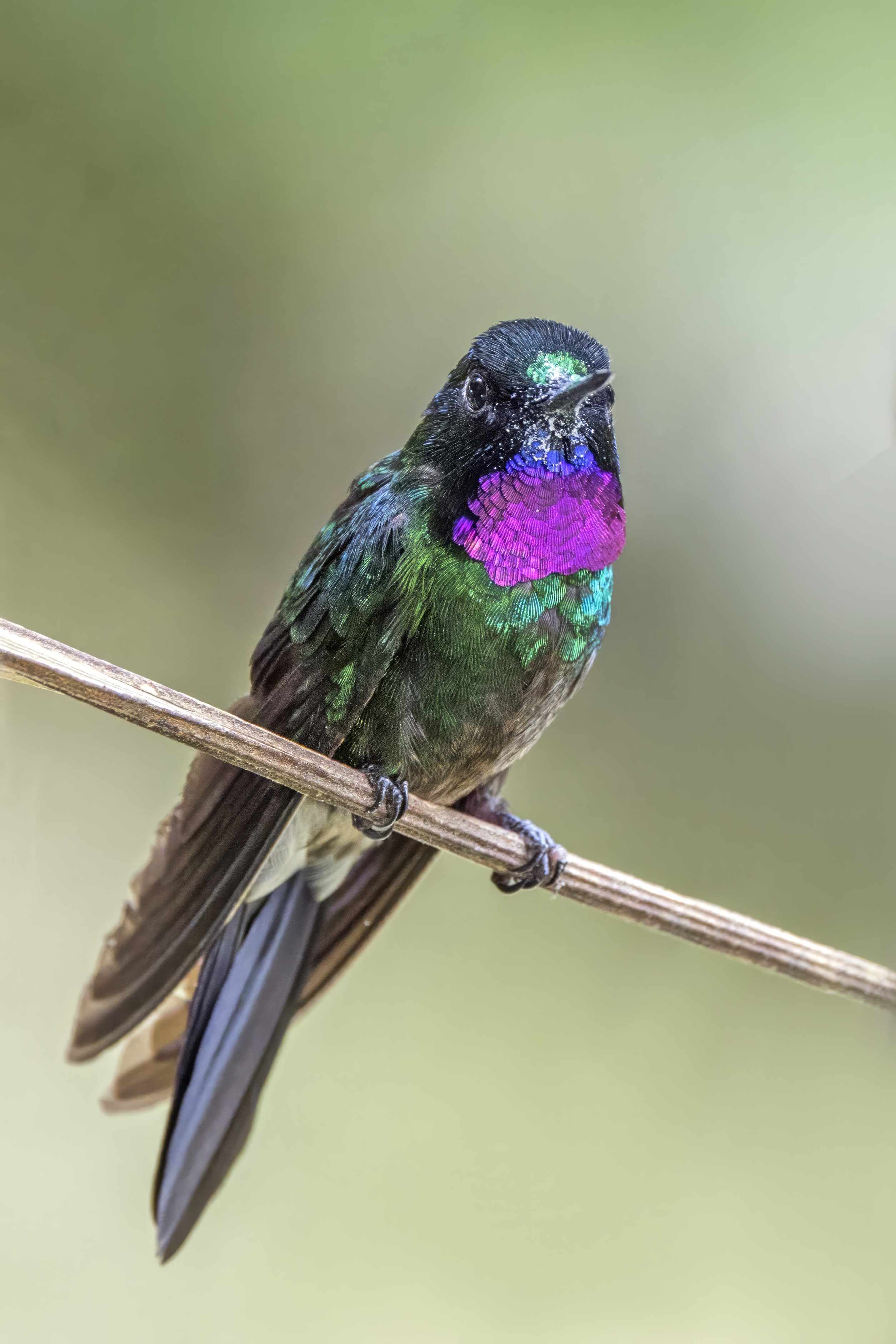
Un mâle en Colombie